# Moor- und Fehnmuseum Elisabethfehn

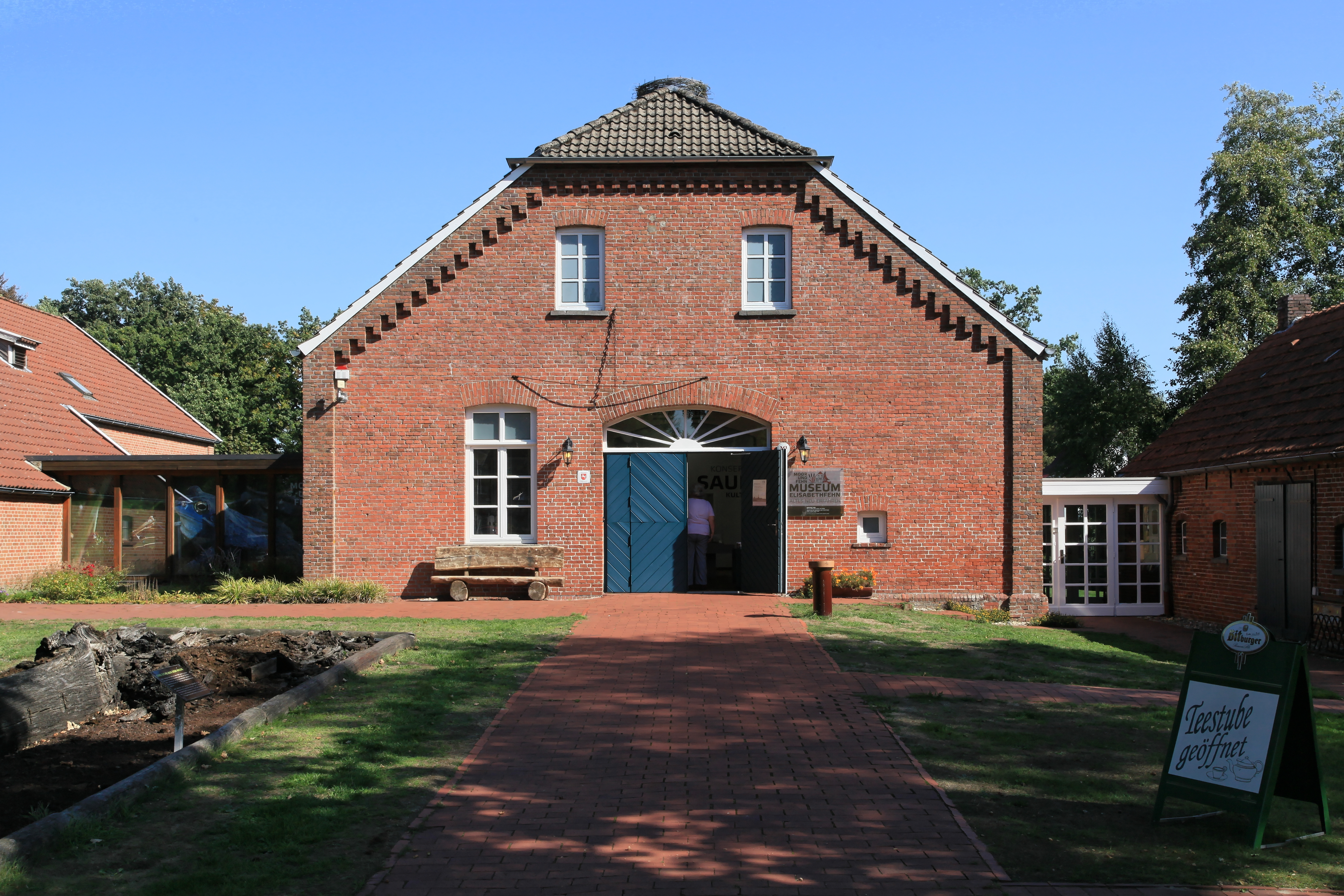
Kanalwärterhaus, Hauptgebäude des Museums

Das Moor- und Fehnmuseum Elisabethfehn ist ein Moormuseum in der Fehnkolonie Elisabethfehn, Gemeinde Barßel. Das Museum liegt direkt am Elisabethfehnkanal im Bereich des heute fast vollständig kultivierten Ostermoores.

## Geschichte
Das Moor- und Fehnmuseum wurde am 6. Juni 1986 durch den Orts- und Verschönerungsverein Elisabethfehn auf Initiative von dessen Vorsitzenden Gustav Schünemann gegründet. Auf einer Grundfläche von 15.000 m² werden historische und alte Maschinen für den Torfstich gezeigt. Die Geschichte des Moores und Torfabbaus sind anschaulich dargestellt.
Das Museum ist in einem alten 1896 erbauten Kanalwärterhaus und in einem typischen Fehnhaus aus dem Jahr 1993 errichtet worden. Es bietet eine hochinteressante Sammlung und ausführliche Informationen über Moor, Torf und Moorkolonisierung.
Innerhalb der Museumsgebäude werden dem Besucher unter anderem die Themen „Entstehung der Moore“, „Moortypen“, „Flora und Fauna der Moore“, „Moorarchäologie“, „Sozialgeschichte der Moorsiedlungen“ sowie die „Kultivierung (Fehnkultur, Deutsche Hochmoorkultur, Sandmischkultur) und Nutzung der Moore“ anhand von Bildern, Exponaten, Modellen und Beschreibungen ausführlich erläutert.
Seit 2011 ist als Dauerexponat das Kind aus der Esterweger Dose, eine im Moor westlich des Saterlandes bei Burlage (Rhauderfehn) ausgegrabene Skelettmoorleiche eines 12–14-jährigen Jungen aus der Zeit um das Jahr 1100 n. Chr. ausgestellt, das auch als Junge von Burlage bekannt ist. Daneben besitzt das Museum mit einer Haarlocke das einzig erhaltene Überbleibsel der Moorleiche des Mannes von Kreepen, die 1945 bei Luftangriffen mit dem Berliner Völkerkundemuseum vernichtet wurde.
Auf der zum Museum gehörenden Freifläche ist ein Moorlehrgarten mit über 90 typischen Pflanzenarten der Hoch- und Niedermoore eingerichtet. Außerdem sind u. a. vorhanden: ein lebendes Hoch- und Niedermoor, Moorpegel, welche die Entstehung des Moores darstellen, eine Moorkate, ein Buchweizenfeld, Nachbau von Bohlenwegen, eine komplette Weißtorffabrik, eine große Anzahl von Torfgroßgeräten (Planierraupen, Bagger, Stechmaschinen, Sodensammler), die Schmalspurdampflok „Katharina“ und eine sehr gut erhaltene Lokomobile (Baujahr 1904).

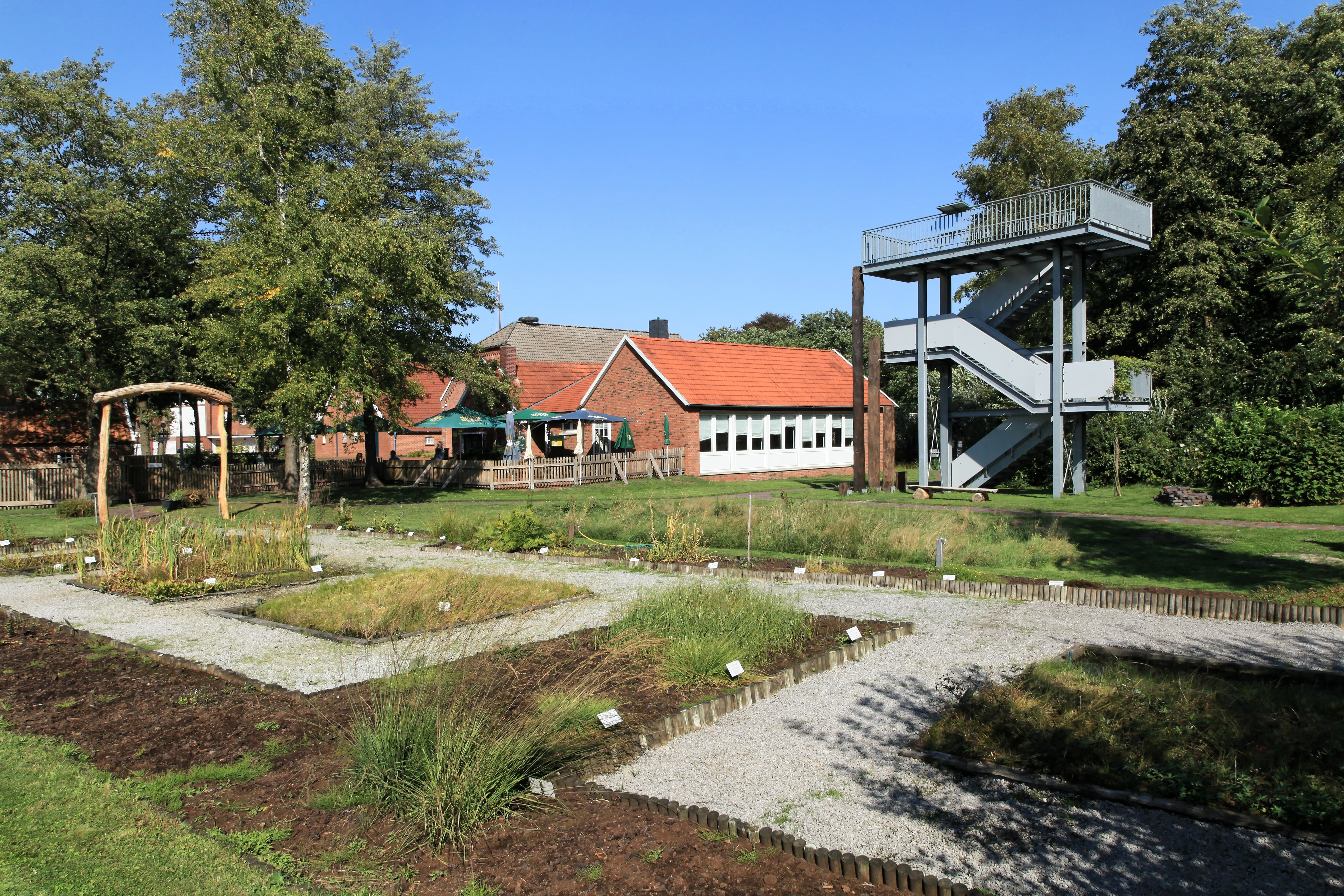
Moorlehrgarten mit Aussichtsturm
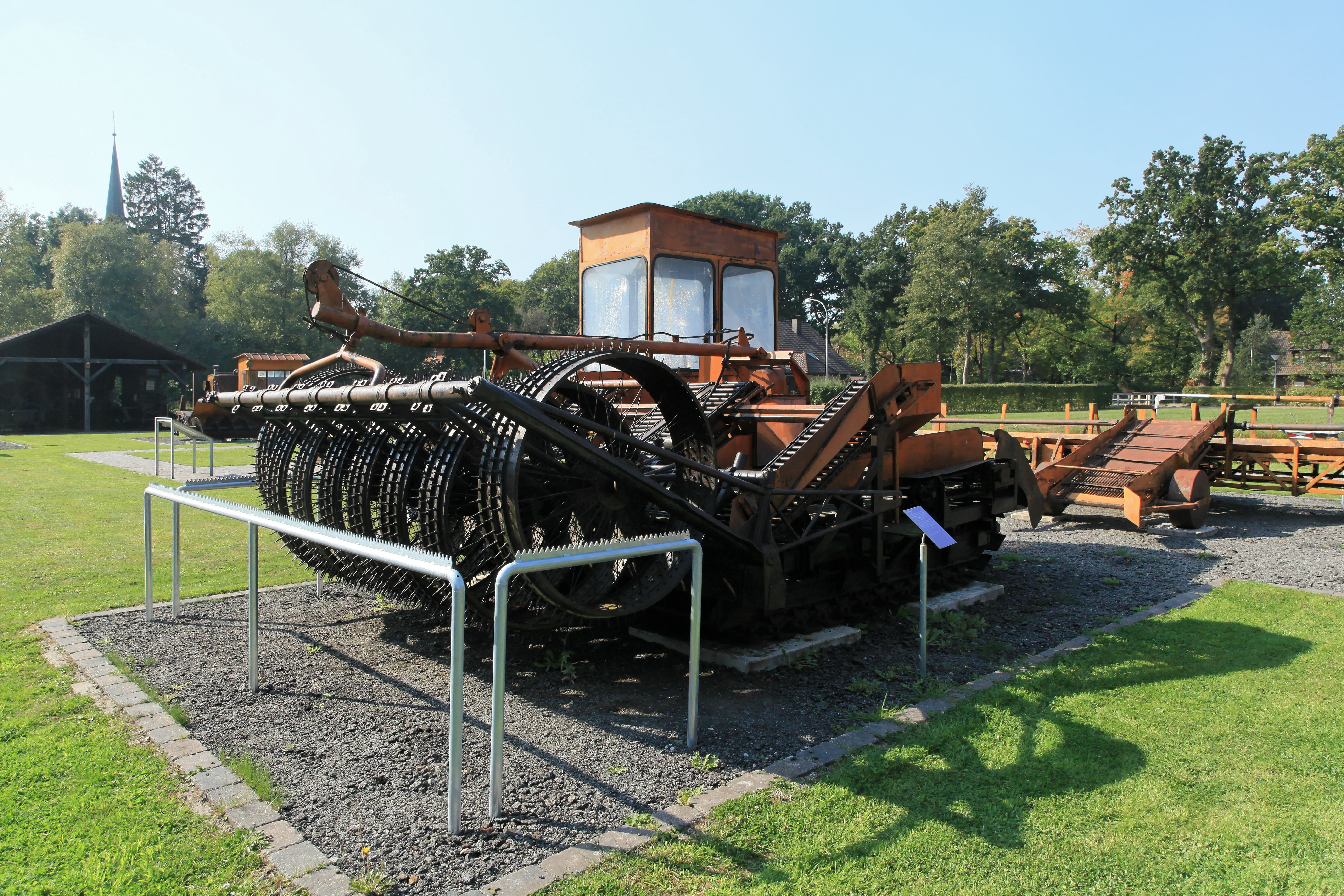
Stachelwalze
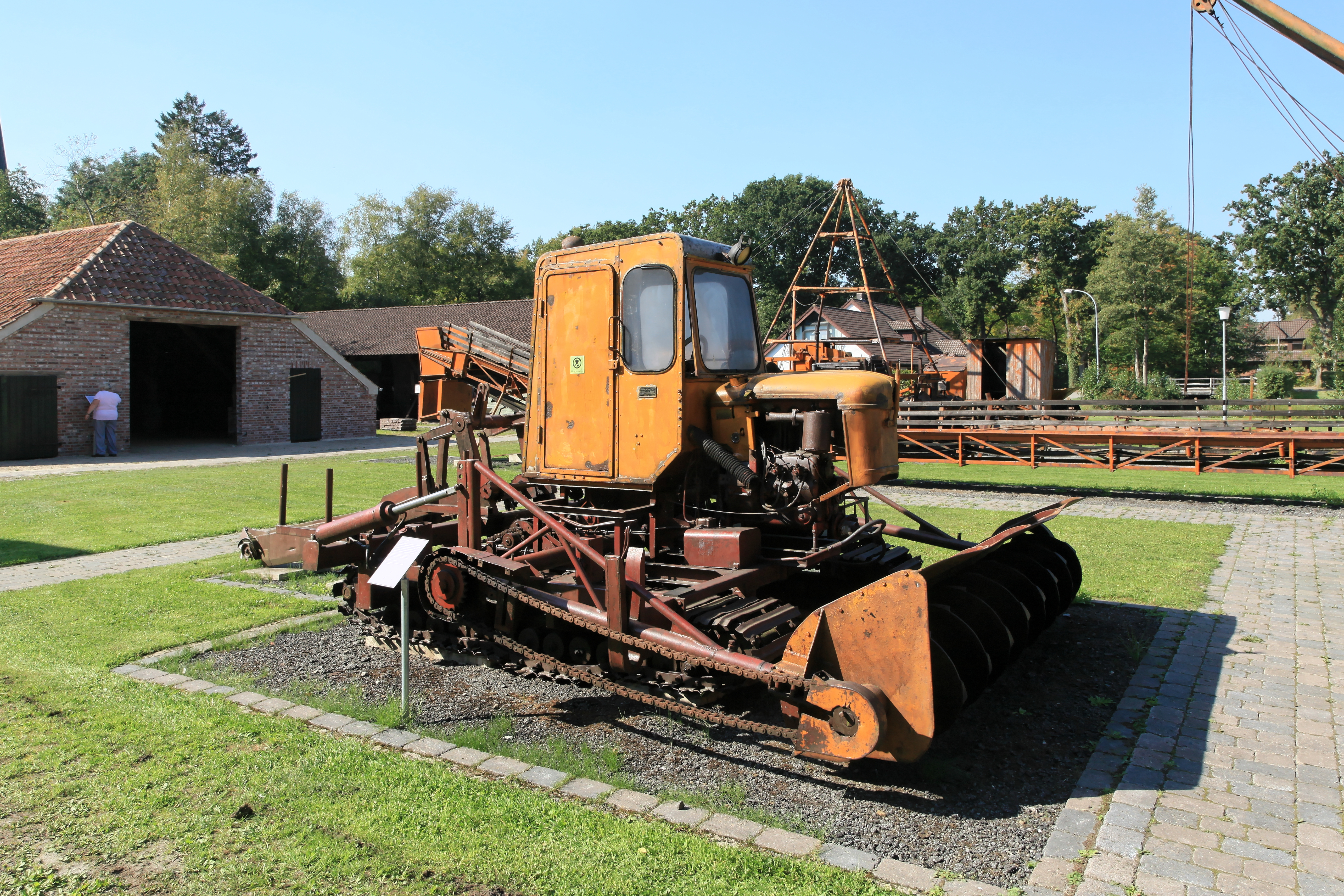
Kombiraupe
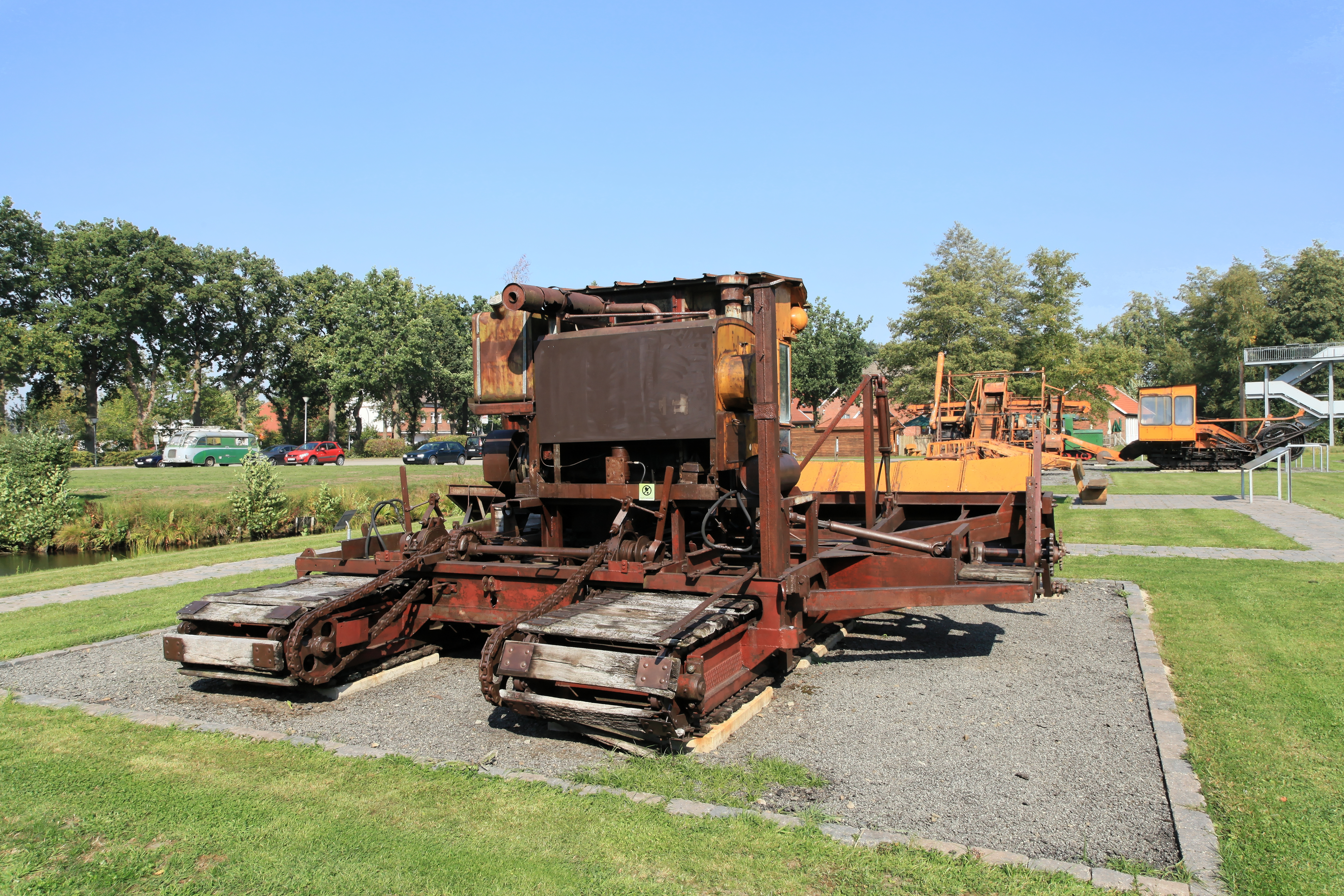
Große Planierraupe
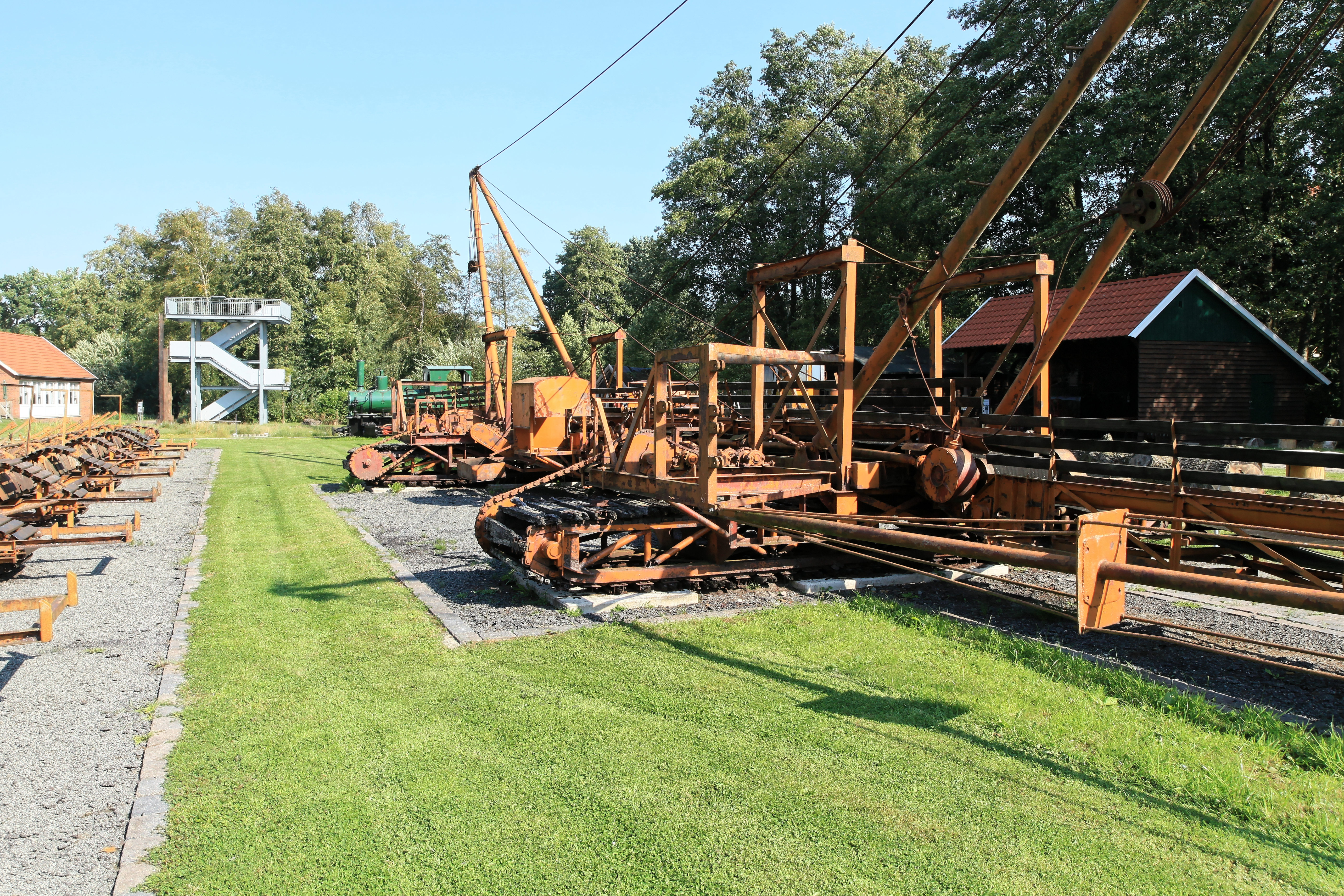
Sodensammler Hamster
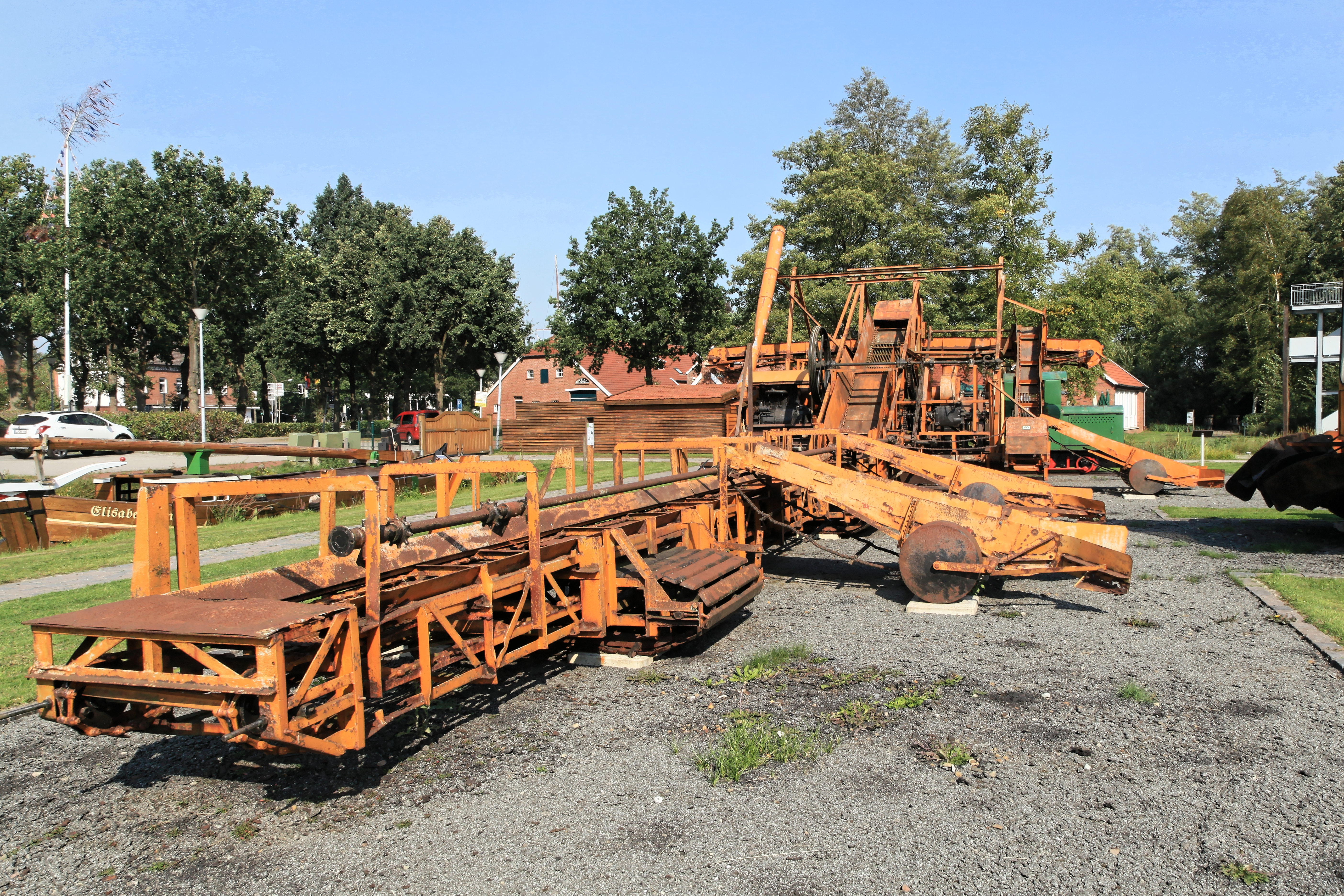
Sodensammler System Hesepe
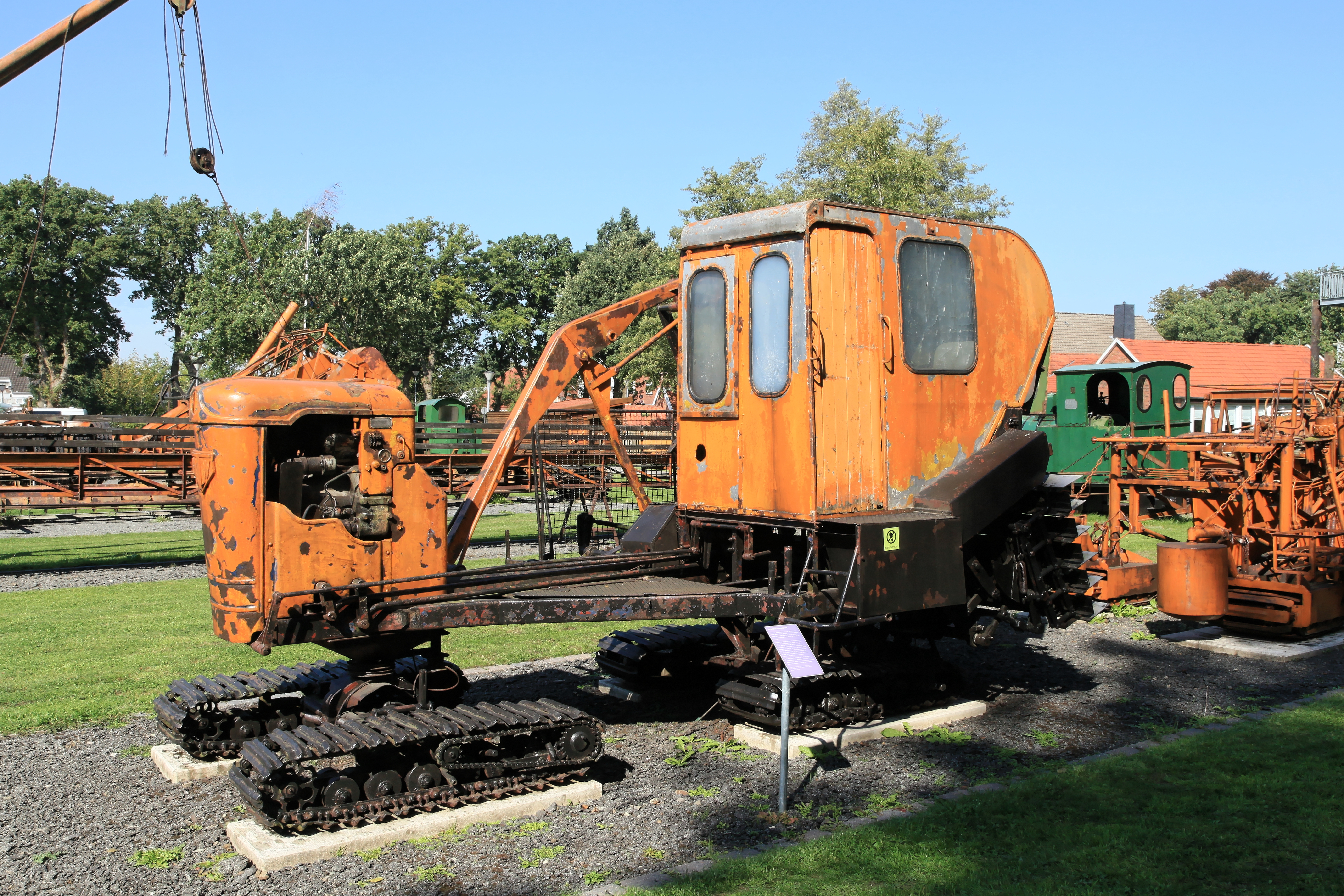
Weißtorfgrabemaschine
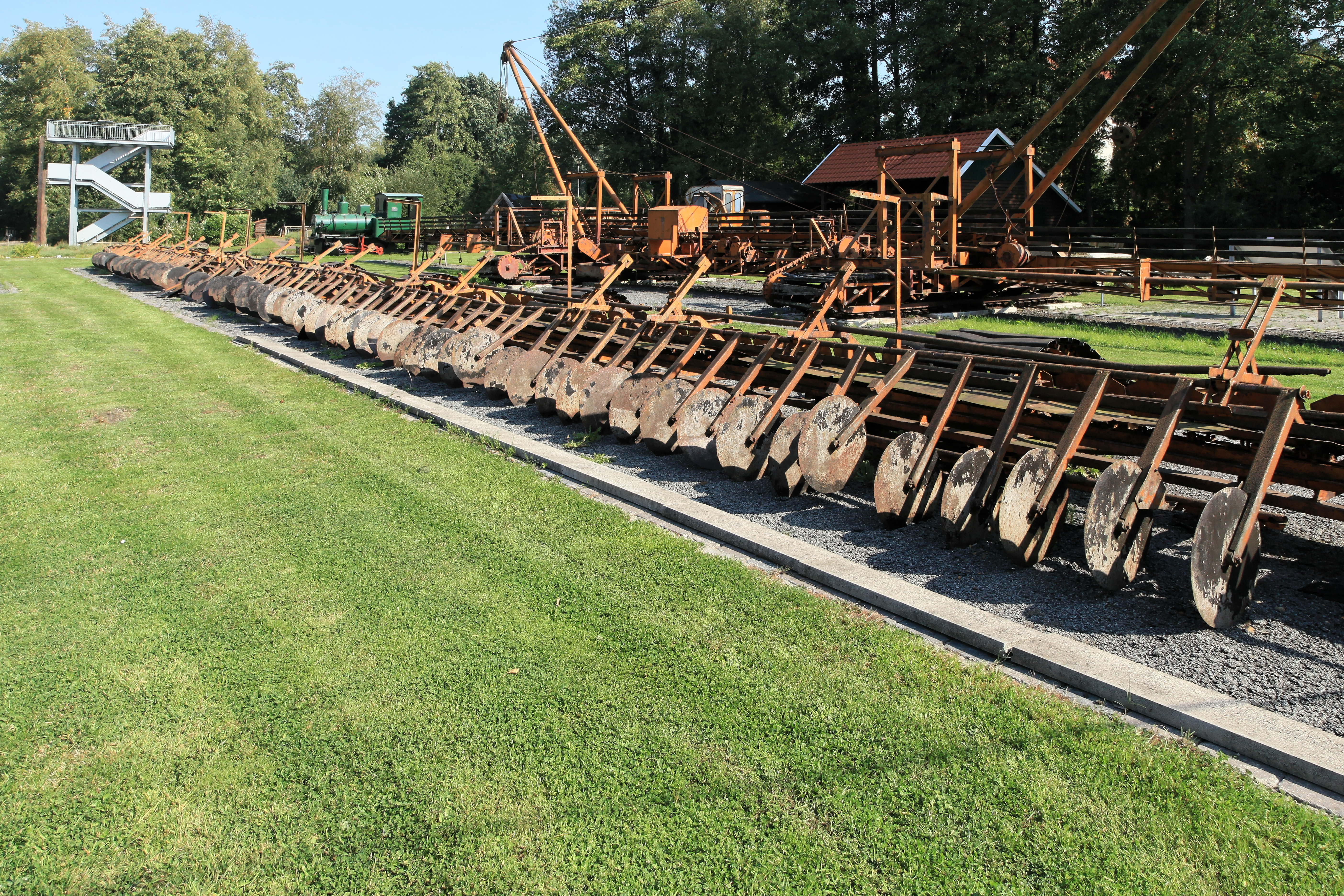
Großer Strenge-Bagger

Das Museum besitzt drei Schiffe: Die eiserne Tjalk „Jantina“ wurde im Jahr 1900 in Dokkum in Westfriesland gebaut, ist 14,9 Meter lang, ungefähr 3,4 Meter breit, hat ein Gewicht von 15 Tonnen und kann 28,7 Tonnen laden. Dann besitzt das Museum noch ein hölzernes Muttschiff „Johanna“. Das ist ein originaler Nachbau einer Mutte aus der Zeit um 1900 und wurde vom Museum selbst nachgebaut und ist 15,70 Meter lang und 3,60 Meter breit. Außerdem gibt es dort noch eine Pogge.
Es finden jährlich wechselnde Sonderausstellungen statt. Diese Sonderausstellungen informieren den Besucher über Wissenswertes aus den Bereichen der Moor- und Torfkunde, über regionale Besonderheiten, naturwissenschaftliche Themen und interessante Sammlergebiete. Einmal monatlich (sonntags) findet ein Schaubacken in einem alten Saterländer Steinbackofen statt.
Das Museum ist eine Station der Route der Industriekultur im Nordwesten und damit Teil der Europäischen Route der Industriekultur. In dem Kanalwärterhaus des Museums ist Pater Laurentius M. Siemer O.P. (1888–1956), von dem das Gymnasium im benachbarten Ramsloh seinen Namen hat, geboren. Museumsdirektor war seit der Gründung bis zum 31. Oktober 2011 Gustav Schünemann. Seine Nachfolgerin ist seit dem 1. November 2011 Antje Hoffmann. Seit 2009 gehört das Museum zu einer Stiftung. Am 8. April 2011 feierte das Museum das 25-jährige Bestehen.